# Honda Indy Toronto 2022
De Honda Indy Toronto 2022 was de tiende ronde van de IndyCar Series 2022. De race werd op 17 juli 2022 verreden in Toronto, Ontario, Canada op het Exhibition Place circuit. De race bestond uit 85 ronden en werd gewonnen door Scott Dixon.

## Inschrijvingen
W = eerdere winnaar
R = rookie
| No.   | Coureur               | Team                                    | Motor     |
| ----- | --------------------- | --------------------------------------- | --------- |
| 2     | Josef Newgarden W     | Team Penske                             | Chevrolet |
| 3     | Scott McLaughlin      | Team Penske                             | Chevrolet |
| 4     | Dalton Kellett        | A. J. Foyt Enterprises                  | Chevrolet |
| 5     | Patricio O'Ward       | Arrow McLaren SP                        | Chevrolet |
| 06    | Hélio Castroneves     | Meyer Shank Racing                      | Honda     |
| 7     | Felix Rosenqvist      | Arrow McLaren SP                        | Chevrolet |
| 8     | Marcus Ericsson       | Chip Ganassi Racing                     | Honda     |
| 9     | Scott Dixon W         | Chip Ganassi Racing                     | Honda     |
| 10    | Álex Palou            | Chip Ganassi Racing                     | Honda     |
| 12    | Will Power W          | Team Penske                             | Chevrolet |
| 14    | Kyle Kirkwood R       | A. J. Foyt Enterprises                  | Chevrolet |
| 15    | Graham Rahal          | Rahal Letterman Lanigan Racing          | Honda     |
| 18    | David Malukas R       | Dale Coyne Racing with HMD Motorsports  | Honda     |
| 20    | Conor Daly            | Ed Carpenter Racing                     | Chevrolet |
| 21    | Rinus VeeKay          | Ed Carpenter Racing                     | Chevrolet |
| 26    | Colton Herta          | Andretti Autosport                      | Honda     |
| 27    | Alexander Rossi       | Andretti Autosport                      | Honda     |
| 28    | Romain Grosjean       | Andretti Autosport                      | Honda     |
| 29    | Devlin DeFrancesco R  | Andretti Steinbrenner Autosport         | Honda     |
| 30    | Christian Lundgaard R | Rahal Letterman Lanigan Racing          | Honda     |
| 45    | Jack Harvey           | Rahal Letterman Lanigan Racing          | Honda     |
| 48    | Jimmie Johnson        | Chip Ganassi Racing                     | Honda     |
| 51    | Takuma Sato           | Dale Coyne Racing with Rick Ware Racing | Honda     |
| 60    | Simon Pagenaud W      | Meyer Shank Racing                      | Honda     |
| 77    | Callum Ilott R        | Juncos Hollinger Racing                 | Chevrolet |
| Bron: |                       |                                         |           |

## Classificatie

### Trainingen

#### Training 1
| Pos.  | No. | Coureur          | Team                           | Motor | Tijd       |
| ----- | --- | ---------------- | ------------------------------ | ----- | ---------- |
| 1     | 27  | Alexander Rossi  | Andretti Autosport             | Honda | 01:00.6090 |
| 2     | 60  | Simon Pagenaud W | Meyer Shank Racing             | Honda | 01:00.6991 |
| 3     | 15  | Graham Rahal     | Rahal Letterman Lanigan Racing | Honda | 01:00.7031 |
| Bron: |     |                  |                                |       |            |

#### Training 2
| Pos.  | No. | Coureur         | Team                | Motor     | Tijd       |
| ----- | --- | --------------- | ------------------- | --------- | ---------- |
| 1     | 26  | Colton Herta    | Andretti Autosport  | Honda     | 01:00.0471 |
| 2     | 8   | Marcus Ericsson | Chip Ganassi Racing | Honda     | 01:00.2082 |
| 3     | 12  | Will Power W    | Team Penske         | Chevrolet | 01:00.3322 |
| Bron: |     |                 |                     |           |            |

### Kwalificatie
| Pos.  | No. | Coureur               | Team                                    | Motor     | Tijd       | Tijd       | Tijd       | Tijd       | Grid |
| Pos.  | No. | Coureur               | Team                                    | Motor     | Ronde 1    | Ronde 1    | Ronde 2    | Ronde 3    | Grid |
| Pos.  | No. | Coureur               | Team                                    | Motor     | Groep 1    | Groep 2    | Ronde 2    | Ronde 3    | Grid |
| ----- | --- | --------------------- | --------------------------------------- | --------- | ---------- | ---------- | ---------- | ---------- | ---- |
| 1     | 26  | Colton Herta          | Andretti Autosport with Curb-Agajanian  | Honda     | N/A        | 01:00.0681 | 00:59.5391 | 00:59.2698 | 1    |
| 2     | 9   | Scott Dixon W         | Chip Ganassi Racing                     | Honda     | 00:59.6996 | N/A        | 00:59.5348 | 00:59.3592 | 2    |
| 3     | 2   | Josef Newgarden W     | Team Penske                             | Chevrolet | N/A        | 01:00.1584 | 00:59.4614 | 00:59.5257 | 3    |
| 4     | 27  | Alexander Rossi       | Andretti Autosport                      | Honda     | 00:59.7724 | N/A        | 00:59.3709 | 00:59.5544 | 4    |
| 5     | 18  | David Malukas R       | Dale Coyne Racing with HMD Motorsports  | Honda     | 00:59.8686 | N/A        | 00:59.4638 | 00:59.6140 | 5    |
| 6     | 3   | Scott McLaughlin      | Team Penske                             | Chevrolet | 00:59.9217 | N/A        | 00:59.5876 | 00:59.9558 | 6    |
| 7     | 77  | Callum Ilott R        | Juncos Hollinger Racing                 | Chevrolet | 00:59.8315 | N/A        | 00:59.6352 | N/A        | 7    |
| 8     | 7   | Felix Rosenqvist      | Arrow McLaren SP                        | Chevrolet | N/A        | 01:00.3655 | 00:59.6630 | N/A        | 8    |
| 9     | 8   | Marcus Ericsson       | Chip Ganassi Racing                     | Honda     | 00:59.6875 | N/A        | 00:59.8527 | N/A        | 9    |
| 10    | 30  | Christian Lundgaard R | Rahal Letterman Lanigan Racing          | Honda     | N/A        | 01:00.5856 | 00:59.9151 | N/A        | 10   |
| 11    | 28  | Romain Grosjean       | Andretti Autosport                      | Honda     | N/A        | 01:00.2755 | 01:00.0819 | N/A        | 11   |
| 12    | 29  | Devlin DeFrancesco R  | Andretti Steinbrenner Autosport         | Honda     | N/A        | 01:00.1543 | 01:14.8882 | N/A        | 12   |
| 13    | 45  | Jack Harvey           | Rahal Letterman Lanigan Racing          | Honda     | 01:00.0212 | N/A        | N/A        | N/A        | 13   |
| 14    | 15  | Graham Rahal          | Rahal Letterman Lanigan Racing          | Honda     | N/A        | 01:00.6805 | N/A        | N/A        | 14   |
| 15    | 5   | Patricio O'Ward       | Arrow McLaren SP                        | Chevrolet | 01:00.1193 | N/A        | N/A        | N/A        | 15   |
| 16    | 12  | Will Power W          | Team Penske                             | Chevrolet | N/A        | 01:00.7974 | N/A        | N/A        | 16   |
| 17    | 06  | Hélio Castroneves     | Meyer Shank Racing                      | Honda     | 01:00.2712 | N/A        | N/A        | N/A        | 17   |
| 18    | 60  | Simon Pagenaud W      | Meyer Shank Racing                      | Honda     | N/A        | 01:00.7974 | N/A        | N/A        | 18   |
| 19    | 51  | Takuma Sato           | Dale Coyne Racing with Rick Ware Racing | Honda     | 01:00.5324 | N/A        | N/A        | N/A        | 19   |
| 20    | 21  | Rinus VeeKay          | Ed Carpenter Racing                     | Chevrolet | N/A        | 01:01.0870 | N/A        | N/A        | 20   |
| 21    | 48  | Jimmie Johnson        | Chip Ganassi Racing                     | Honda     | 01:00.9817 | N/A        | N/A        | N/A        | 21   |
| 22    | 10  | Álex Palou            | Chip Ganassi Racing                     | Honda     | N/A        | 01:03.0514 | N/A        | N/A        | 22   |
| 23    | 4   | Dalton Kellett        | A. J. Foyt Enterprises                  | Chevrolet | Geen tijd  | N/A        | N/A        | N/A        | 23   |
| 24    | 14  | Kyle Kirkwood R       | A. J. Foyt Enterprises                  | Chevrolet | N/A        | 01:03.2511 | N/A        | N/A        | 24   |
| 25    | 20  | Conor Daly            | Ed Carpenter Racing                     | Chevrolet | N/A        | 01:05.2593 | N/A        | N/A        | 25   |
| Bron: |     |                       |                                         |           |            |            |            |            |      |

- Vetgedrukte tekst geeft de snelste tijd in de sessie aan.

### Warmup
| Pos.  | No. | Coureur         | Team                | Motor     | Tijd       |
| ----- | --- | --------------- | ------------------- | --------- | ---------- |
| 1     | 21  | Rinus VeeKay    | Ed Carpenter Racing | Chevrolet | 00:59.8987 |
| 2     | 27  | Alexander Rossi | Andretti Autosport  | Honda     | 00:59.9439 |
| 3     | 10  | Álex Palou      | Chip Ganassi Racing | Honda     | 01:00.1391 |
| Bron: |     |                 |                     |           |            |

### Race
De race begon om 15:30 ET op 17 juli 2022.
| Pos.                                                                                         | No. | Coureur               | Team                                    | Motor     | Rondes | Tijd          | Pit stops | Grid | Geleide ronden | Pts. |
| -------------------------------------------------------------------------------------------- | --- | --------------------- | --------------------------------------- | --------- | ------ | ------------- | --------- | ---- | -------------- | ---- |
| 1                                                                                            | 9   | Scott Dixon W         | Chip Ganassi Racing                     | Honda     | 85     | 01:38:45.3087 | 2         | 2    | 40             | 53   |
| 2                                                                                            | 26  | Colton Herta          | Andretti Autosport with Curb-Agajanian  | Honda     | 85     | +0.8106       | 2         | 1    | 17             | 42   |
| 3                                                                                            | 7   | Felix Rosenqvist      | Arrow McLaren SP                        | Chevrolet | 85     | +1.3490       | 2         | 8    | 1              | 36   |
| 4                                                                                            | 15  | Graham Rahal          | Rahal Letterman Lanigan Racing          | Honda     | 85     | +4.4830       | 2         | 14   | 6              | 33   |
| 5                                                                                            | 8   | Marcus Ericsson       | Chip Ganassi Racing                     | Honda     | 85     | +5.1260       | 2         | 9    |                | 30   |
| 6                                                                                            | 10  | Álex Palou            | Chip Ganassi Racing                     | Honda     | 85     | +6.3629       | 2         | 22   |                | 28   |
| 7                                                                                            | 60  | Simon Pagenaud W      | Meyer Shank Racing                      | Honda     | 85     | +8.7398       | 2         | 18   |                | 26   |
| 8                                                                                            | 30  | Christian Lundgaard R | Rahal Letterman Lanigan Racing          | Honda     | 85     | +9.3820       | 2         | 10   |                | 24   |
| 9                                                                                            | 3   | Scott McLaughlin      | Team Penske                             | Chevrolet | 85     | +10.2868      | 2         | 6    |                | 22   |
| 10                                                                                           | 2   | Josef Newgarden W     | Team Penske                             | Chevrolet | 85     | +10.6561      | 2         | 3    |                | 20   |
| 11                                                                                           | 5   | Patricio O'Ward       | Arrow McLaren SP                        | Chevrolet | 85     | +12.4284      | 2         | 15   | 3              | 20   |
| 12                                                                                           | 18  | David Malukas R       | Dale Coyne Racing with HMD Motorsports  | Honda     | 85     | +13.3711      | 2         | 5    |                | 18   |
| 13                                                                                           | 21  | Rinus VeeKay          | Ed Carpenter Racing                     | Chevrolet | 85     | +18.2715      | 2         | 20   | 18             | 18   |
| 14                                                                                           | 77  | Callum Ilott R        | Juncos Hollinger Racing                 | Chevrolet | 85     | +18.4471      | 3         | 7    |                | 16   |
| 15                                                                                           | 12  | Will Power W          | Team Penske                             | Chevrolet | 85     | +19.0185      | 2         | 16   |                | 15   |
| 16                                                                                           | 28  | Romain Grosjean       | Andretti Autosport                      | Honda     | 85     | +19.7939      | 3         | 11   |                | 14   |
| 17                                                                                           | 06  | Hélio Castroneves     | Meyer Shank Racing                      | Honda     | 85     | +20.3903      | 2         | 17   |                | 13   |
| 18                                                                                           | 29  | Devlin DeFrancesco R  | Andretti Steinbrenner Autosport         | Honda     | 85     | +21.2042      | 2         | 12   |                | 12   |
| 19                                                                                           | 45  | Jack Harvey           | Rahal Letterman Lanigan Racing          | Honda     | 85     | +21.9470      | 3         | 13   |                | 11   |
| 20                                                                                           | 20  | Conor Daly            | Ed Carpenter Racing                     | Chevrolet | 85     | +24.2445      | 3         | 25   |                | 10   |
| 21                                                                                           | 48  | Jimmie Johnson        | Chip Ganassi Racing                     | Honda     | 73     | Contact       | 6         | 21   |                | 9    |
| 22                                                                                           | 14  | Kyle Kirkwood R       | A. J. Foyt Enterprises                  | Chevrolet | 58     | Contact       | 4         | 24   |                | 8    |
| 23                                                                                           | 27  | Alexander Rossi       | Andretti Autosport                      | Honda     | 44     | Contact       | 1         | 4    |                | 7    |
| 24                                                                                           | 4   | Dalton Kellett        | A. J. Foyt Enterprises                  | Chevrolet | 30     | Mechanisch    | 2         | 23   |                | 6    |
| 25                                                                                           | 51  | Takuma Sato           | Dale Coyne Racing with Rick Ware Racing | Honda     | 0      | Contact       |           | 19   |                | 5    |
| Snelste ronde: David Malukas (Dale Coyne Racing with HMD Motorsports) – 1:00.8307 (ronde 15) |     |                       |                                         |           |        |               |           |      |                |      |
| Bron:                                                                                        |     |                       |                                         |           |        |               |           |      |                |      |

## Tussenstanden kampioenschap
| Pos. | Coureur         | Punten |
| ---- | --------------- | ------ |
| 1.   | Marcus Ericsson | 351    |
| 2.   | Will Power      | 316    |
| 3.   | Álex Palou      | 314    |
| 4.   | Josef Newgarden | 307    |
| 5.   | Scott Dixon     | 307    |

| Pos. | Team      | Punten |
| 1.   | Chevrolet | 826    |
| 2.   | Honda     | 784    |